# Oscaecilia equatorialis
Oscaecilia equatorialis es una especie de anfibio gimnofión de la familia Caeciliidae.
Es endémica de la provincia de Pichincha (Ecuador). Se halla a una altitud de unos 800 m s. n. m.
Sus hábitats naturales incluyen bosques secos tropicales o subtropicales, plantaciones, jardines rurales y zonas previamente boscosas ahora muy degradadas.